# Стракова академия
Стракова академия (чеш. Strakova akademie) — эклектическое необарочное здание на левом берегу Влтавы расположенное в пражском районе Мала-Страна. В настоящий момент является резиденцией Канцелярии правительства Чешской Республики.
Здание строилось в промежутке с 1893 по 1896 год по проекту архитектора Вацлава Роштлапила, и было торжественно открыто 21 марта 1897 года. Под куполом размещены скульптуры Йозефа Маудера. Первоначально здание использовалось как студенческое общежитие для обедневших сыновей чешского дворянства. К зданию примыкает сад, построенный под руководством Франтишека Томайера.

## История

### Учебное заведение
Название зданию дал императорский тайный советник граф Ян Петр Страка з Недабылиц и на Либчанех. Тот, в 1710 году завещал своё имущество, в случае вымирания рода Страка з Недабылиц, для создания фонда «для воспитания бедной молодежи из высших сословий». Однако административное вмешательство имперского правительства затруднило выполнение воли графа, поэтому фонд был создан только в начале XIX века. Завещанные средства пошли на поддержку знатных стипендиатов говоривших на языках Королевства Богемия (немецком и чешском), но само учебное заведение было построено только в конце XIX века. Академия была открыта в 1897 году. Первым директором академии в период с 1894 по 1909 был Йозеф Тракал. С 1912 по 1918 год префектом академии был доктор права Александр Зейер, племянник поэта Юлиуса Зейера.
Представительное двухэтажное здание в стиле необарокко, рассчитанное примерно на шестьдесят стипендиатов, было спроектировано архитектором Вацлавом Роштлапилом и имело роскошное и современное оборудование. Скульпторы Йозеф Маудер и Сельда Клоучек участвовали в внешней и внутренней отделке здания. Стракова академия также включает в себя большой сад, построенный под руководством Франтишека Томайера. Строительство происходило на территории бывшего иезуитского сада и велось четыре года, а его площадь достигла 4000 м². Прилегающий сад был площадью 17 000 м². Затраты, связанные со строительством, в то время превысили один миллион крон. В это же время была снесена часовня святого Игнатия.

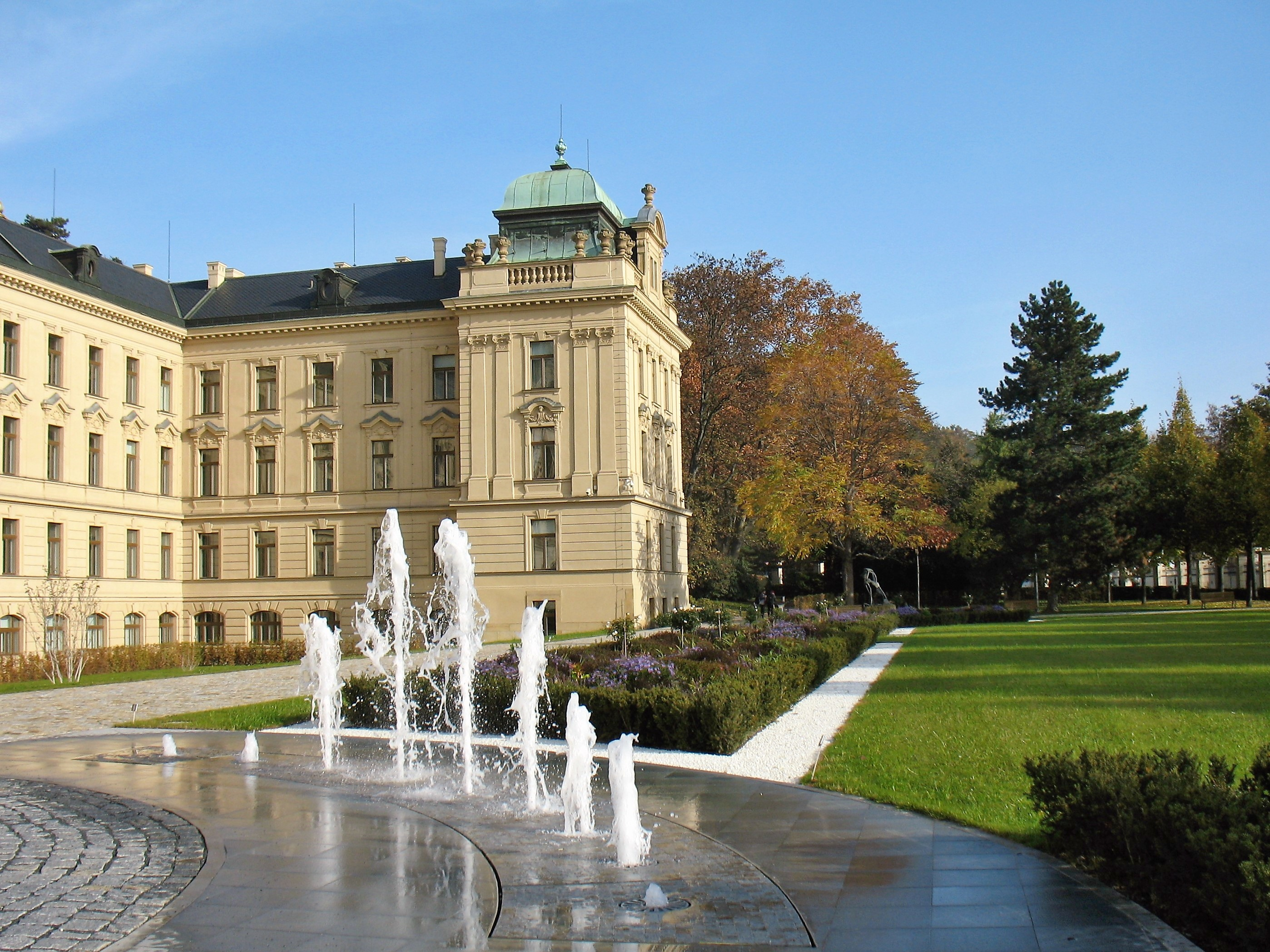
Сад Страковой академии после реконструкции в 2022 году

На первом этаже здания располагались учебные комнаты, кабинеты администрации, торжественный зал и кабинеты с коллекциями учебных пособий. Первый и второй этажи были отведены для студентов. Здесь были кабинеты, спальни и домашняя часовня. Здание было оборудовано центральным отоплением (здание было первым в Праге, где оно появилось), баней с бассейном, летним и зимним тренажерным залом, залом для фехтования и собственной больницей. Стипендиаты здесь изучали только предметы, которые вообще или незначительно преподавали в государственных учреждениях (пение, рисование, музыка, стенография, верховая езда или фехтование). После первых двух лет работы академии здесь была создана собственная чешско-немецкая гимназия.
Во время Первой мировой войны академия перешла в руки Красного Креста, который открыл госпиталь с 470 койками. Зал академии превратился в операционную, а спальни студентов — в больничные палаты. После упразднения госпиталя и создания первой Чехословацкой Республики в 1918 году ситуация коренным образом изменились. Новому государству требовалось помещения для государственного аппарата, и в то же время дворянские титулы были запрещены.
В часть здания переехали учреждения тогдашнего государственного управления — министерство общественного снабжения, министерство национальной обороны и статистическое управление. Большая часть здания принадлежала Центральному союзу чехословацких студентов, в котором размещались академическая библиотека, общестуденческий архив, а затем и Академический дом. С формальной точки зрения здание по-прежнему принадлежало фонду «Страка», который собирал символическую арендную плату с упомянутых учреждений и брал на себя расходы на ремонт и содержание, вплоть до ликвидации фонда в конце мая 1938 года.

### Резиденция правительства
В апреле 1939 года здание стало резиденцией правительства Протектората. В 1939–1941 годах здание претерпело серьезные структурные изменения, которые провел архитектор Ладислав Махонь. К наиболее значимым строительным вмешательствам в интерьере относится строительство новой представительной лестницы, ведущей в кабинет премьер-министра и его квартиру на первом этаже. В 1941 году была выведена из эксплуатации и бывшая часовня. Уличный фасад здания был открыт для движения автомобилей после снятия ограждения с решетчатыми воротами, создав почетный двор. В садовую ограду включены ворота с декоративной решетчатой калиткой и гербом рода Страка. Изменения предвещали послевоенное использование здания. В январе 1942 года помещения академии были приобретены специальным немецким окружным судом (Sondergericht) после принудительной продажи немцами. Интерьер часовни и зала был перестроен в зал суда по проекту архитектора Леопольда Плешингера.

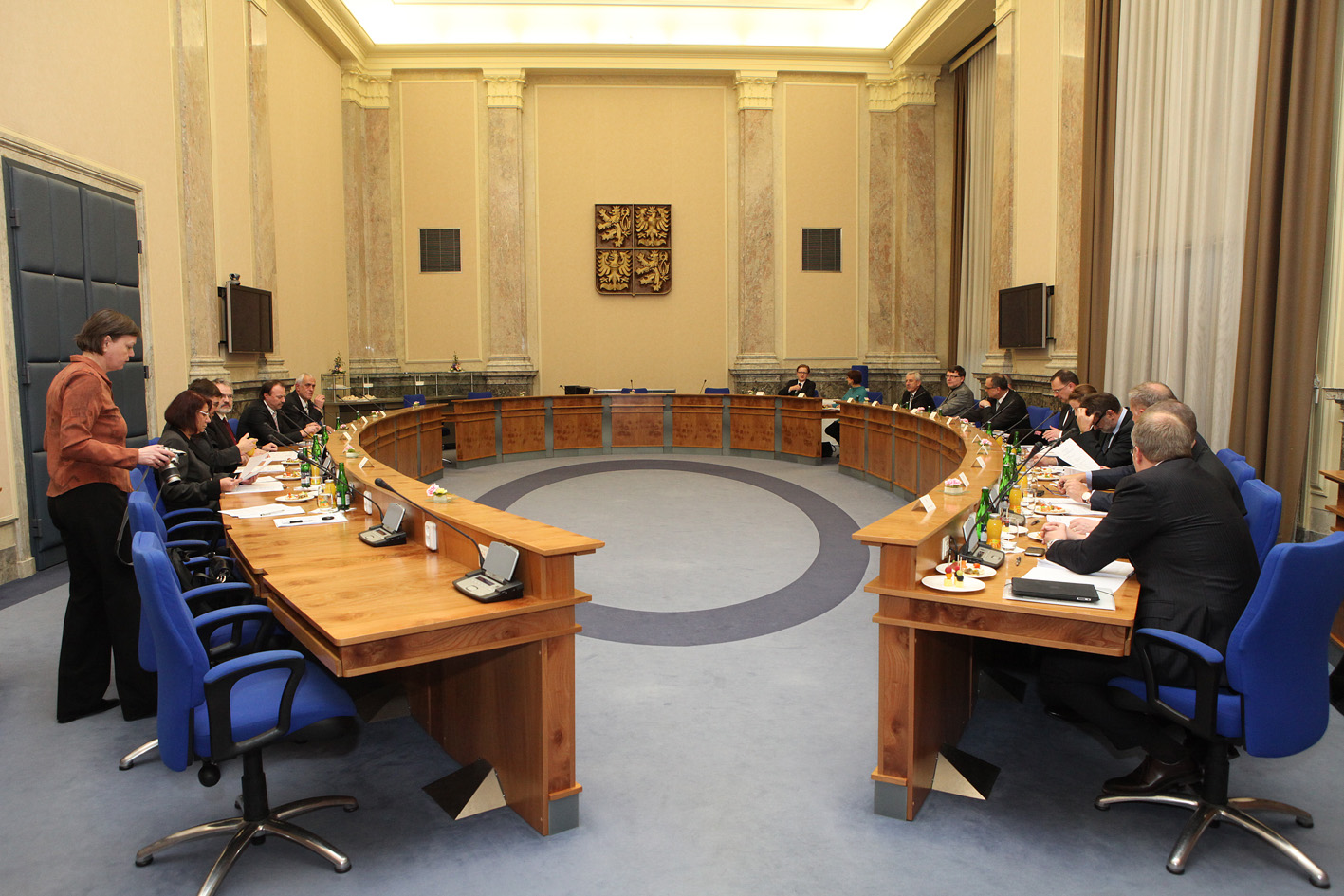
Зал заседаний правительства в 2013 году

После войны, начиная с 15 мая 1945 года, здание служило государственным задачам вплоть до распада Чехословакии. Здание стало штаб-квартирой канцелярии премьер-министра при первом послевоенном премьер-министре Чехословакии Зденеке Фирлингере. В период с 1950 по 1951 год по указанию премьер-министра Антонина Запотоцкого бывшая часовня была преобразована в зал заседаний правительства. По проекту Йозефа Бушека лепные своды были покрыты встроенным кессонным потолком. С 1993 года, когда чехословацкое федеральное правительство прекратило своё существование, в здании стало располагаться Канцелярия правительства Чешской Республики (которое переехало сюда со своего изначального места на улице Лазарской). В 2008 году был создан новый зал для проведения пресс-конференций, перекрыв внутренний атриум стеклянной крышей.
В 1997 году по случаю столетия со дня открытия Страковой академии в вестибюле здания была открыта памятная доска с частью завещания графа Яна Петра Страки. Тем самым правительство Чешской Республики символически присоединилось к духовной традиции чешского народа и наследию прошлых поколений.